# 시중군
시중군(時中郡)은 조선민주주의인민공화국 자강도의 중북부에 위치한 군이다.

## 지리
북쪽과 서쪽으로 만포시, 동쪽으로 장강군·강계시, 남쪽으로 위원군과 접한다.
시중군의 지형은 동부는 강남산맥이 통과해 가파른 산지이고 서부로 갈수록 낮아진다. 최고봉은 군 남쪽에 있는 시루봉(1,355m)이다. 군 북쪽에는 장자강이 흐르고 심하게 곡류해 흐르다가 압록강과 합류한다. 압록강과 만나는 부분에는 댐이 건설되어 커다란 저수지가 조성되어 있다.

## 역사
해방 전에는 평안북도 강계군 시중면이었다. 1949년 1월에 자강도 만포군의 시중면으로 바뀌었다. 1952년 12월에 만포군 시중면과 장강군 곡하면, 어뢰면이 합병해 시중군(시중읍, 14개 리)이 설치되었다.

## 산업
주산업은 농업과 광업이다.

## 교통
만포선이 군을 통과하고 어떤 상품들은 장자강의 수운을 이용하기도 한다.

## 행정 구역
1읍 14리로 구성된다.
- 시중읍 (時中邑)
- 상청리 (上淸里)
- 영흥리 (永興里)
- 안찬리 (安贊里)
- 연평리 (延坪里)
- 천성리 (天城里)
- 천장리 (天章里)
- 풍룡리 (豊龍里)
- 종인리 (從仁里)
- 풍청리 (豊淸里)
- 로남리 (魯南里)
- 심귀리 (深貴里)
- 약수리 (藥水里)
- 흥판리 (興判里)
- 리남리 (吏南里)

## 같이 보기
- 조선민주주의인민공화국의 지리
- 조선민주주의인민공화국의 행정 구역